# Stargirl
Courtney Whitmore conocida como Stargirl (a menudo llamada "Stars" o "Star") es una superheroína creada por Geoff Johns y Lee Moder que aparece en los cómics estadounidenses publicados por DC Comics. El nombre, la apariencia y la personalidad del personaje se inspiraron en la hermana de Johns, Courtney, de 18 años, quien murió en la explosión del Vuelo 800 de TWA en 1996.
Courtney Whitmore fue originalmente conocida como la segunda Star-Spangled Kid, pero comenzó a usar el nombre de "Stargirl" después de que Jack Knight  le obsequiara con la Vara Cósmica. Johns es un gran fan del Capitán Zanahoria y su tripulación Zoo y el traje original de Courtney es similar al del miembro de la tripulación Zoo Yankee Poodle en los cómics, esto se explica porque Courtney es una fan de Yankee Poodle, que es un personaje ficticio de la DCU.
Stargirl ha aparecido en Liga de la Justicia Ilimitada, Batman: The Brave and the Bold, Justice League Action y Young Justice. También apareció en programas de acción en vivo como estrella invitada en la segunda temporada de Legends of Tomorrow, interpretada por Sarah Grey. Su primera aparición en vivo fue en el programa de televisión Smallville, interpretada por Britt Irvin. También será interpretada por Brec Bassinger en su propia serie de televisión para DC Universe. Bassinger volverá a interpretar el papel en la cuarta temporada de la serie de HBO Max Titanes.

## Historial de publicaciones
El personaje fue creado por el escritor Geoff Johns y el artista Lee Moder. Hizo su primera aparición en Stars and S.T.R.I.P.E. #0 (julio de 1999). La inspiración del personaje fue la hermana de Geoff Johns, Courtney, quien murió en la explosión del Vuelo 800 de TWA en 1996.

## Biografía ficticia

### Stars and S.T.R.I.P.E.
Courtney Whitmore, hijastra de Pat Dugan, encuentra el equipo de Star-Spangled Kid entre las pertenencias de su padrastro y se viste con el traje con el fin de molestarle en parte como venganza por haberse casado con su madre y, supuestamente, obligando a la familia a mudarse de Los Ángeles a Blue Valley, Nebraska. Dugan, un mecánico cualificado, diseñó y construyó S.T.R.I.P.E., un traje robot que monta para acompañar y protegerla.
Durante su estancia en Blue Valley, su némesis frecuente es la joven villana conocida como Shiv, hija del inmortal Rey Dragón. Las dos tuvieron su revancha más reciente en la Crisis infinita, en una página añadida a la edición de tapa dura.

### Como Stargirl
Courtney se une a la Sociedad de la Justicia de América y, al recibir la vara cósmica de Starman Jack Knight, cambia su identidad a Stargirl. Courtney apareció en la mayoría de los números de la JSA y fue en éstas páginas en las que nació su hermana menor Patricia Dugan.
Más tarde, Stargirl se enfrenta al asesino de su predecesor, Solomon Grundy. Impulsado aún más en la locura por el asalto químico del Joker, ataca la sede de la JSA con la cabeza de la Estatua de la Libertad; solamente con la ayuda de Jakeem Thunder, Courtney le combate en las calles y en los túneles de abajo. Los dos héroes apenas derrotan a Grundy, Jakeem Thunder repara la estatua. Grundy volvería más tarde después de haber desarrollado una obsesión por Courtney.
Courtney se encuentra con Merry Pemberton, la hermana de su predecesor. Originalmente existieron tensiones entre las dos debido a que Merry tenía sentimientos acerca del legado de su hermano, y tampoco le gustaba el hecho de que hubieran superhéroes jóvenes operando en el mismo ámbito que los adultos. Estos problemas se resolvieron cuando las dos formaron parte de una gran batalla contra las fuerzas de Klarion, el chico Brujo. Courtney incluso salva la vida de Merry de un ataque de Amazo. Durante este incidente, Courtney temporalmente tiene el cuerpo de un adulto mucho más maduro.
Más tarde, descubre a su padre biológico (Sam Kurtis) trabajando como un matón para una encarnación de la Banda de la Escalera Real. Personalmente se enfrentan entre sí durante uno de los robos de la Banda de la Escalera.
En Stars and S.T.R.I.P.E. y un número de Impulse, Courtney insinúa sentirse atraída por Robin (Tim Drake), pero esto no ha sido recogido en los últimos años.
Courtney sale brevemente con otro miembro de la JSA, el Capitán Marvel, quién, en su identidad secreta de Billy Batson, tiene la misma edad que ella. Sin embargo, el Capitán Marvel era, según todas las apariencias de los que no conocen el secreto de Billy, un adulto, y la relación entre Marvel y Stargirl llamó la atención de los miembros de JSA Jakeem Thunder y Jay Garrick, el Flash original. Después de ser confrontado por Garrick sobre el tema, Marvel decide dejar la JSA - y Courtney - en lugar de contar al equipo su secreto. Marvel volvió a aparecer en la JSA y reveló que no puede dar su verdadera identidad debido a que la sabiduría de Salomón se lo impide.
A pesar de una mirada hacia el futuro, que muestra a una adulta Starwoman casada con Albert Rothstein, el miembro de la JSA conocido como Atom Smasher.

### JSA/JSA y la Oscura Venganza
En esta historia, la familia de Courtney es asesinada por agentes de Per Degaton. Ella viaja con el resto de la JSA hasta 1951. La aventura del viaje en el tiempo contó con los sucesores de la Edad Moderna y los miembros de la Edad de Oro de la JSA reuniéndose y luchando junto con los originales para tratar de salvar a su familia y al futuro. Durante esta aventura, se vio obligada a trabajar con Atom Smasher nuevamente por primera vez desde que se pasó al equipo rival Black Adam. Después de esto, al parecer lo perdonó, pero Atom Smasher fue casi asesinado por el espectro. Aunque se lo ha ocultado a Atom Smasher, los acontecimientos ponen claramente de manifiesto la profundidad de los sentimientos que tiene para él. Fue un gran alivio regresar, después de esta aventura de viaje en el tiempo para ver que su familia estaba todavía viva.
Más tarde, Atom Smasher fue juzgado y condenado por acciones que tomó mientras trabajaba para Adán Negro, y durante una aparición en televisión, Courtney dijo que a pesar de que Al estaba en la cárcel, "estaría allí para él ... no importa cuánto tiempo tome ".

### Crisis Infinita
Durante la Crisis Infinita, Courtney es abordada por la sombra, que le dice de la desaparición final de su padre biológico. La tragedia y el testimonio del amor de madre e hija entre Liberty Belle y Jesse Quick la lleva a repensar su vida familiar. Ella descubrió que no podía odiar a su padre biológico por ser un ausente, un vago, e incluso un gamberro supervillano, y también aprende de la tragedia a aceptar Pat Dugan como la primera figura paterna en su vida real.
Stargirl también es parte de un equipo improvisado Titanes, que ataca a un Superboy Prime arrasando en Smallville, Kansas. Superboy mata a varios de sus compañeros, incluyendo Pantha y Baby Ñu.
Después, ella comenzó a asistir a la universidad. Se ha cambiado de equipo: la varilla de ahora se comprime a un pequeño cilindro, y cuando la activa, su traje y el cinturón de aparecen mientras la barra crece a tamaño completo.

### Un año después
Courtney se reúne con la nueva lista de la Sociedad de la Justicia, integrada actualmente por el legado de los héroes, que representan tanto Starman y el legado de Star-Spangled Kid, aunque ya no con la asistencia de STRIPE.
Ahora un héroe experimentado a pesar de su corta edad, se forja un vínculo con su joven compañero de equipo, el ciclón, el más entusiasta e impulsivo y nieto del primer Red Tornado. Al ser testigo de la muerte de Mister America, un superhéroe que se había caído, literalmente, en la primera reunión de JSA, Courtney sugirió Cyclone crear un nuevo traje de superhéroe y el nombre; reanuda su papel de mentor para los más pequeños héroes, ayudando a la hija de Jefferson Pierce, Jennifer, a hacer frente a su comprensión imperfecta sobre sus poderes y su aislamiento, y luego expresar sus dudas a Daño acerca de Gog.
Alrededor de este tiempo, las futuras versiones de Courtney se ven en Teen Titans # 53, junto con Lex Luthor y sus Titanes futuro. Su papel es mínimo. Ella, sin embargo, usa las gafas de Jack Knight y la chaqueta, lo más cerca que jamás se ha acercado a la visión de Jack de "Starwoman" al final de su serie.
En la miniserie de la Crisis final, Courtney se une a otros héroes para formar una resistencia clandestina contra Darkseid.
Courtney está presente (y aparentemente involucrada en la votación) para los debates sobre cómo seguir adelante después de la ACC de la debacle Gog (y que para mantener o quitar del equipo), que defiende algunos de los héroes que se pusieron de parte de Gog. Más tarde se presenta cuando la ACC está dispuesta a satisfacer a un Billy Batson a que revelen su identidad secreta a los demás.
Después de la batalla con Black Adam e Isis, Courtney no era feliz por los hechos habían ocurridos en su cumpleaños (y había arruinado cualquier celebración prevista). Cuando ella fue a su casa y abrió la puerta, toda la Sociedad de la Justicia había preparado una fiesta sorpresa tarde para ella. Más tarde fue infeliz al comaprender que todavía necesitaba apoyo, incluso cuando fue reconocida como uno de los miembros de alto rango de la ACC. Se ha establecido que tanto ella como Atom Smasher aman las citas directas en lugar de las partes implícitas los hábitos, pero los comentarios de los miembros de mayor autoridad se expresan de común acuerdo "acerca de la diferencia de edad, forzando a Al a su vez a decirle a Courtney, que la amaba "como una hermana".
A raíz de un ataque masivo de supervillanos, la ACC se divide en dos. Power Girl convence a Courtney a todos a unirse a la JSA al grupo escindido Estrellas. Más tarde se expresa un profundo sentimiento de pesar por alinearse con los All-Stars, afirmando que se siente más a gusto con la lista original. Tras varios encuentros con Karen, a través de esas conversaciones ella le expresa sus dudas, diciéndole que necesitaba a Courtney en el equipo, porque todos los demás miembros de la ACC adolescente le buscan a ella.

### The New 52
En septiembre de 2011, The New 52 reinició la continuidad de DC. En esta nueva línea de tiempo, Stargirl aparece como parte de un nuevo título de Liga de la Justicia de América'.
Nacida en Los Ángeles, Courtney Whitmore estaba limpiando la oficina del novio de Barbara Whitmore, Pat Dugan, cuando encontró un bastón, un cinturón y una camisa con una estrella. Mientras se los probaba, se convirtió en Stargirl y atrapó al perpetrador de un incendio que vio. Las acciones heroicas se volvieron virales. Después de hablar con su amiga sobre lo que sucederá a continuación, Pat le informó a Courtney que la persona que originalmente manejaba el equipo había muerto. Aunque Pat acordó entrenarla, Courtney tuvo que responder a la actividad criminal causada por Shadow Thief, que estaba tomando rehenes para sacar a un superhéroe. Se las arregló para derrotar a Shadow Thief. Cuando Stargirl regresó a casa, descubrió que Shadow Thief llegó primero, mató a su hermano e hirió a Barbara y Ted. Stargirl usó este trauma para convertirse en una mejor superheroína.
Amanda Waller la eligió como la cara pública de la campaña de relaciones públicas de la JLA. Después de la disolución de la JLA después del evento cruzado Maldad Eterna, Stargirl se unió a la Liga de la Justicia Unida.
En la secuela de "Watchmen", "Doomsday Clock", Stargirl se encuentra entre los superhéroes que se enfrentan al Doctor Manhattan en la Luna. Stargirl aparece con la Sociedad de la Justicia de América cuando el Doctor Manhattan, inspirado por Superman, deshace los cambios que hizo en la línea de tiempo que borró la Sociedad de la Justicia y la Legión de Super-Héroes.

## Poderes y habilidades
Courtney es una experta gimnasta y kickboxer.

### Equipo
Al usar el cinturón convertidor cósmico, Stargirl tiene mayor fuerza, velocidad, agilidad y resistencia, así como la capacidad de proyectar estrellas fugaces.
Cuando empuña la vara cósmica, Stargirl puede volar y realizar manipulación de energía cósmica.

## Identidad secreta
Courtney a través de los años ha sido un poco descuidada con su identidad secreta con muchos amigos de la escuela e incluso algunos villanos, (admite haber aprendido tanto al haber cruzado la Crisis de Identidad). De hecho, Courtney reveló su identidad a su amiga María al momentos de su primera salida (aunque en este momento solo se había vestido como un héroe y aún no ha decidido a tomarlo como una carrera). Actualmente no está claro cómo es su documento de identificación, sin embargo parece ser conocida por muchos en la comunidad heroica. En la Sociedad de la Justicia # 26, la JSA está en su casa, en uniforme de gala, y también están presentes cuando ella visita al dentista (en traje, con gran disgusto de Courtney). Esto pone en duda lo mucho que la gente sabe acerca de su carrera de justiciera.

## Personajes secundarios
Además de su padrastro Pat Dugan, los siguientes son personajes secundarios de Stargirl: 
- Barbara Whitmore - La madre de Courtney y la esposa de Pat Dugan.[23]
- Josh Hamman - un atleta estrella en Blue Valley High School que tuvo una breve relación con Courtney.[24]
- Mary Kramer - estudiante de Blue Valley High School y amiga cercana de Courtney.[23]
- Mike Dugan - el hijo de Pat Dugan, que se convirtió en hermanastro de Courtney e hijastro de Barbara.[25]
- Travis Thomas - el mayor matón de Blue Valley High School que está enamorado de Mary.[24]

## Enemigos
Con su padrastro como S.T.R.I.P.E., Stargirl tenía su propio conjunto de enemigos con los que luchaba en los cómics:
- Murciélago Británico - Douglas Hutton es un supervillano de poca monta. Se las arregló para romper la pierna de Starman antes de ser derrotado por Stargirl, S.T.R.I.P.E. y la Sociedad de la Justicia de América.[26]
- Rey Dragón - un villano inmortal y criminal de guerra que experimentó consigo mismo y tiene la apariencia de un humanoide reptiliano.[24]
- Dr. Graft - un científico que trabaja para Rey Dragón.[27]
- Icicle II - Un supervillano criocinético.[23]
- Johnny Sorrow - Un actor de cine mudo que usa una máscara porque su rostro puede matar a cualquiera que lo mire.[28]
- Laroonianos - Una raza de extraterrestres que invaden Blue Valley.[29]
- Nebula Man - Un universo sensible.[30]
- Paintball - Paul Deisinger es un profesor de arte que se convirtió en un criminal con temas de pintura y en un secuaz del Rey Dragón.[31]
- Director Sherman - el director de Blue Valley High School que trabaja para Rey Dragón y en realidad es un robot.[24]
- Sam Kurtis - el padre de Courtney, que trabaja como Two of Clubs en Royal Flush Gang.[32]
- Ladrón de Sombras - una supervillana que puede convertirse en una sombra a través de su traje de infiltración colavariano.[18]
- Shiv - la hija del Rey Dragón con mejoras cibernéticas y tiene habilidades gimnásticas expertas.[24]
- Skeeter - un esbirro insectoide del Rey Dragón.[27]
- Solomon Grundy - un zombi poderoso que más tarde se obsesionó con ella.[33]
- Stunt - Un súbdito del Rey Dragón.[27]

## Otras versiones
- En la nueva Tierra-3 en el Multiverso actual, una contrapartida malvada de Courtney es miembro de la Sociedad del Crimen de América.
- En la nueva Tierra-7, una morena, versión adulta Courtney, que viste un traje de color verde, opera como Starwoman.
- En la nueva Tierra-33, con pelo blanco, la versión mágica de Courtney es un miembro de un grupo de magos que se alió con el Starman de ese mundo. Esta Stargirl maneja un bastón que lanza energía en forma de estrellas amarillas.

## Otros medios

### Televisión

#### Acción en vivo
- La actriz Britt Irvin interpretó a Courtney Whitmore en varios episodios de las temporadas nueve y diez de Smallville, incluida la película de televisión de dos horas Absolute Justice (que incluye a varios otros miembros de la Sociedad de Justicia de América). Más tarde aparece en el episodio "Ícaro", que juega un papel para salvar a Arrow de algunos civiles corruptos y una breve aparición en el episodio "Profecía".[34] Esto marca la primera aparición de Stargirl en un formato de acción en vivo.
- Stargirl aparece en los programas de TV establecidos en Arrowverso:
  - Stargirl aparece en la segunda temporada de la serie The CW Legends of Tomorrow, interpretada por Sarah Grey.[35] En 1942, Courtney y el resto del grupo se enfrentan al equipo de Legends que viajan en el tiempo en 1942, a quien la JSA ve inicialmente como enemigos. Stargirl y el resto de su equipo (excluyendo a Vixen y Obsidian) desaparecen en 1956 durante una misión en la que se supone que todos fueron asesinados en acción. En cambio, escapó al siglo VI, donde usó un fragmento de la Lanza del Destino para crear la corte de Camelot, con ella misma como Merlín.
  - Stargirl de Tierra-90 hace un cameo en el cruce de Arrowverso "Elseworlds" como uno de varios superhéroes muertos que fallaron en una prueba provocada por el Monitor que devastó su mundo.
- Una serie de televisión de 13 episodios basada en el personaje titulado Stargirl fue ordenada por DC Universe para su lanzamiento en agosto de 2019.[36] Brec Bassinger interpretará al personaje.[37]
  - Antes del estreno de la serie, Bassinger hizo un cameo en el evento cruzado Arrowverso, "Crisis on Infinite Earths", que estableció su mundo como la versión post-Crisis de Tierra-2.[38]
- Courtney Whitmore como Stargirl aparecerá en un próximo episodio de Titanes, interpretada nuevamente por Brec Bassinger.[39]

#### Animación
- Courtney Whitmore aparece como Stargirl en Justice League Unlimited, con la voz de Giselle Loren. Ella y su compañero, S.T.R.I.P.E., tienen un papel en el episodio "Caos en el núcleo de la Tierra". En esa historia, Stargirl está infantilmente celosa de la fama de Supergirl (un contraste con los cómics donde son las mejores amigas). Pero en la aventura resultante en Skartaris, las chicas llegan a un acuerdo. Stargirl también aparece en el episodio "Patriot Act", donde ella y otros miembros no metahumanos de la Liga de la Justicia intentaban detener al mutado General Wade Eiling de arrasar a través de Metrópolis. En esta historia, Stargirl revela que no tiene poderes inherentes y todas sus habilidades especiales provienen de su personal, y toma el lugar original de Star-Spangled Kid en la reforma simbólica y no oficial de los Siete Soldados de la Victoria. Stargirl se lesiona gravemente, pero sobrevivió al incidente y muestra una sonrisa cuando está cargada en una ambulancia. Stargirl hace apariciones sin voz en "Epilogue" luchando contra Royal Flush Gang, y luego con S.T.R.I.P.E. en el final de la serie "Destroyer" para ayudar a repeler la invasión de la Tierra por las fuerzas de Darkseid. La figura de acción de una sola tarjeta en la Liga de la Justicia del Universo de DC Ilimitada line se refiere a Courtney como la sobrina de Pat Dugan (en lugar de hijastra) aunque "Chaos at the Core's Core" se refiere a Dugan como su padrastro.
- Courtney Whitmore aparece en el segmento teaser de Batman: The Brave and the Bold, con la voz de Hope Levy. En el episodio "Cry Freedom Fighters!", ella termina peleando con Mantis en un vecindario suburbano. Cuando usa su bastón para crear su propia señal de murciélago para llamar a Batman, ella termina recibiendo al Escarabajo Azul. Tomó las habilidades combinadas de ambos ataques para derrotar a Mantis.
- Stargirl aparece en el show de Cartoon Network Justice League Action, con la voz de Natalie Lander.[40] Ella aparece en el episodio "Viaje de campo", en el que Superman le da a ella, Firestorm y Escarabajo Azul un recorrido por la Fortaleza de la Soledad hasta que se topan con el General Zod, Faora y Quex-Ul cuando son liberados accidentalmente de la Zona Fantasma. A través del episodio, también se demuestra que Stargirl tiene un interés femenino en un extraterrestre similar a un gato rojo que habita en el Zoológico de la Fortaleza, al que se refiere como "Alien Kitty". En "La Confusión de Mix", ella hace equipo con Superman y Batman en proteger a las Naciones Unidas del ejército de Gorilla Grodd, hasta que Mister Mxyzptlk intercambia sus cuerpos. En "Aventuras Sobrenaturales en Cuidado de Niños", consigue trabajo como niñera y hace equipo con Batman y John Constantine en enfrentar a Klarion el niño brujo. En "Las Monadas de Harley", ella, Superman y Harley Quinn enfrentan a Grood, quién ahora controla a un simio gigante llamado Titano. En "Animal de Fiesta", ella es vista como una invitada a la fiesta de Navidad de Green Arrow.
- Courtney Whitmore aparece en Young Justice: Outsiders con la voz de Whitney Moore.[41][42] Esta versión es la presentadora del programa de noticias de Goode World Studios, Stargirl. A partir de un flashback representado en el episodio "Volatile", Whitmore se convirtió en Stargirl y se unió a los Outsiders.

### Película
Courtney Whitmore como Stargirl originalmente iba a aparecer en Black Adam (2022) como miembro de la Sociedad de la Justicia de América, pero fue eliminada de la película.

### Videojuegos
- Stargirl hace un cameo en Injustice: Gods Among Us. Hay una estatua de ella fuera del salón de justicia.
- Stargirl aparece como un personaje jugable en Lego Batman 3: Beyond Gotham, con la voz de Tara Strong.
- Stargirl aparece como un personaje jugable en Infinite Crisis, con la voz de Natalie Lander.